# Тешоме, Мерон
Мерон Тешоме (англ. Meron Teshome, род. 13 июля 1992, Асмэра, Эритрея) — эритрейский шоссейный велогонщик.

## Карьера
В 2012 году участвовал в Тур де л'Авенир, но сошёл на третьем этапе.
В 2013 году в составе национальной сборной выступил на Тропикале Амисса Бонго, заняв 9-м место в общем зачёте. Через месяц он принял участие в Фенкил Норд Ред Сиа, где занял 6-е место в общем зачете. Через несколько дней после этой гонки стартовал на Туре Эритреи. На ней выиграл 1-й этап и занял 4-е место в генеральной классификации. В июне стал чемпионом Эритреи в групповой гонке. В сентябре представлял Эритрею на чемпионате мира в Италии. Там в категории U23 он занял 44-е место в индивидуальной гонке и не финишировал в групповой гонке. В декабре стал чемпионом Африки в командной гонке.
В 2014 году стал третьим на чемпионате Эритреи в индивидуальной гонке, принял участие на чемпионате мира в категории U23. Отметился попаданием в топ-5 на этапах Тропикале Амисса Бонго и Мзанси Тур.
В 2015 году стал вторым на чемпионате Эритреи в индивидуальной гонке. Принял участие в Африканских играх 2015, проходивших в Браззавиле (Республика Конго). На них стал чемпионом игр в индивидуальной гонке. Выиграл этап на Туре Руанды, шесть раз попал в топ-10 на этапах Тропикале Амисса Бонго и Тура Марокко.
Перед началом сезона 2016 присоединился к команде Bike Aid за которую провёл три сезона. За этот период в её составе принял участие в новых для себя гонках как Вуэльта Майорки, Тур Мюнстера, Тур озера Тайху, Тур озера Цинхай, Тур Китая I и Тур Китая II, Тур Венгрии, тур Кёльна, Флеш дю Сюд, Волта Португалии. Выиграл два этапа на Туре Камеруна. Выступил в командной гонке на чемпионате мира.
В составе сборной принял участие в чемпионатах мира 2016 и 2017. Стал чемпионом Африки в командной (2017 и 2019) и индивидуальной (2017) гонках.

## Семья
Двоюродный брат Биниам Гирмай также является велогонщиком.

## Достижения
2013
 Чемпион Африки — командная гонка (вместе с Натнаэль Беране, Мерон Руссом и Даниэль Теклехайманот)
 Чемпион Эритреи — групповая гонка
1-й этап на Тур Эритреи
2014
 Чемпион Эритреи — индивидуальная гонка U23
2-й на Амашова Дурбан Классик
3-й на Чемпионат Эритреи — индивидуальная гонка
2015
 Африканские игры — индивидуальная гонка
5-й этап на Тур Руанды
2-й на Чемпионат Эритреи — индивидуальная гонка
3-й на Гибискус Классик
2016
2-й на Чемпионат Эритреи — индивидуальная гонка
2-й этап на Тур Эритреи
3-й на Круг Массауы
2017
 Чемпион Африки — командная гонка (вместе с Мерон Абрахам, Авет Хабтом и Амануэль Гебрезгабихир)
 Чемпион Африки — индивидуальная гонка
3-й и 5-й этапы на Тур Камеруна
2-й на Круг Массауы
2019
 Чемпион Африки — командная гонка (вместе с Якоб Дебесай, Мексеб Дебесай и Сирак Тесфом)

## Рейтинги
| Год                 | 2013 | 2014 | 2015 | 2016  | 2017   | 2018   | 2019   | 2020 | 2021   | 2022   | 2023  | 2024   |
| ------------------- | ---- | ---- | ---- | ----- | ------ | ------ | ------ | ---- | ------ | ------ | ----- | ------ |
| Мировой рейтинг UCI |      |      |      | 710-й | 302-й  | 2771-й | 1715-й | -    | 2718-й | 2511-й | 778-й | 1543-й |
| Европейский тур UCI | -    | -    | -    | -     | 1748-й | -      |        |      |        |        |       |        |
| Азиатский тур UCI   | -    | -    | -    | 347-й | 387-й  | -      |        |      |        |        |       |        |
| Африканский тур UCI | 18-й | 87-й | 40-й | 33-й  | 4-й    | 227-й  | 101-й  | -    | 155-й  | 152-й  | 38-й  | -      |
|                     |      |      |      |       |        |        |        |      |        |        |       |        |
| Источник: UCI       |      |      |      |       |        |        |        |      |        |        |       |        |